# Паметник на Христо Ботев (Борисова градина, София)
Паметникът на Христо Ботев в Борисовата градина в София е създаден от скулптора Андрей Николов през 1926 г.
Изграден е от бронз и гранит със средства на Министерството на народната просвета. Върху пиедестала е врязан автографът му.